# BooG!e
BooG!e (* 14. September 1981 als Bobby Bowman in Los Angeles, Kalifornien) ist ein US-amerikanischer Schauspieler, der hauptsächlich für seine wiederkehrende Rolle des T-Bo in der Jugendserie iCarly bekannt ist. Darüber hinaus hatte er Auftritte in weiteren Fernsehserien.

## Leben
Eines seiner ersten Engagements war die Komoderation der Sendung The Wade Robson Project, die auf MTV ausgestrahlt wurde. Später moderierte er die Tanz-Convention PULSE und andere Veranstaltungen. Nach einigen Gastauftritten in Fernsehserien – in Cribs als er selbst, in Andy Barker, P.I. als Rasta Dude und in Dr. House als Dreadlocks – wurde er 2008 für eine Nebenrolle in der Fernsehserie iCarly engagiert, in der er bis 2012 den Bagel-Verkäufer T-Bo spielte. 2012 wirkte er auch im Fernsehfilm zur Serie mit. 
BooG!e ist der Sohn des Schauspielers Steven Bowman und der Schauspielerin Cristina Bowman.

## Filmografie (Auswahl)
- 2003: The Wade Robson Project
- 2005: Cribs
- 2007: Andy Barker, P.I. (Folge 3)
- 2008: Dr. House (House, Folge 4.15)
- 2008–2012: iCarly
- 2012: iCarly: Ciao Carly (iCarly: iGoodbye, Fernsehfilm)
- 2012:  The Prayer, Kurzfilm